# Mistrzostwa Polski w Szermierce 2015
Mistrzostwa Polski w Szermierce 2015 - 86. edycja indywidualnie i 75. edycja drużynowych Mistrzostw Polski odbyła się w dniach 16-17 maja w Warszawie (szabla) i Śremie (szpada) oraz 23-24 maja w Śremie (floret)

## Klasyfikacja medalowa
| Msc  | Klub                    | złoto | srebro | brąz | Razem |
| ---- | ----------------------- | ----- | ------ | ---- | ----- |
| 1.   | AZS AWF Warszawa        | 3     | 1      | 4    | 8     |
| 2.   | AZS AWF Katowice        | 3     | 2      | 0    | 5     |
| 3.   | Sietom AZS AWFiS Gdańsk | 1     | 4      | 1    | 6     |
| 4.   | AZS AWF Wrocław         | 1     | 1      | 1    | 3     |
| 5.   | Wrocławianie            | 1     | 0      | 2    | 3     |
| 6.=  | Budowlani Toruń         | 1     | 0      | 1    | 2     |
| 6.=  | Piast Gliwice           | 1     | 0      | 1    | 2     |
| 6.=  | AZS AWF Poznań          | 1     | 0      | 1    | 2     |
| 9.   | KKS Kraków              | 0     | 1      | 1    | 2     |
| 10.= | ZSK Sosnowiec           | 0     | 1      | 0    | 1     |
| 10.= | KKSz Konin              | 0     | 1      | 0    | 1     |
| 10.= | AZS AWF Kraków          | 0     | 1      | 0    | 1     |
| 13.  | MKS Fortis Sosnowiec    | 0     | 0      | 3    | 3     |
| 14.= | OŚ. AZS Poznań          | 0     | 0      | 1    | 1     |
| 14.= | TM Sosnowiec            | 0     | 0      | 1    | 1     |

## Medaliści

### kobiety
| Konkurencja:            | Złoto:                                                                                      | Srebro:                                                                                          | Brąz:                                                                                      |
| Medalistki indywidualne |                                                                                             |                                                                                                  |                                                                                            |
| floret                  | Marta Łyczbińska (Budowlani Toruń)                                                          | Emilia Rygielska (Sietom AZS AWFiS Gdańsk)                                                       | Natalia Gołębiowska (Sietom AZS AWFiS Gdańsk) Małgorzata Wojtkowiak (AZS AWF Poznań)       |
| szabla                  | Aleksandra Socha (AZS AWF Warszawa)                                                         | Patrycja Pałczyńska (AZS AWF Warszawa)                                                           | Bogna Jóźwiak (O.Ś. AZS Poznań) Marta Puda (TM Sosnowiec)                                  |
| szpada                  | Danuta Dmowska-Andrzejuk (AZS AWF Katowice)                                                 | Renata Knapik-Miazga (KKS Kraków)                                                                | Barbara Rutz (KS Szpada Wrocław) Małgorzata Stroka (AZS AWF Warszawa)                      |
| Medalistki drużynowe    |                                                                                             |                                                                                                  |                                                                                            |
| floret drużynowo        | AZS AWF Poznań Katarzyna Lachman Małgorzata Susfał Martyna Synoradzka Małgorzata Wojtkowiak | Sietom II AZS AWF Gdańsk Natalia Gołębiowska Monika Paliszewska Zuzanna Sobczak Anna Szymczak    | Budowlani Toruń Julia Chrzanowska Katarzyna Zając Martyna Jelińska Marta Łyczbińska        |
| szabla drużynowo        | AZS AWF I Warszawa Małgorzata Kozaczuk Matylda Ostojska Aleksandra Socha Martyna Wątora     | ZKS Sosnowiec Karolina Cieślar Karolina Walczak Pamela Warszawska Angelika Wątor                 | AZS AWF II Warszawa Karolina Kaleta Patrycja Pałczyńska Karolina Rowińska Małgorzata Turek |
| szpada drużynowo        | AZS AWF I Warszawa Magdalena Gajowniczek Ewa Nelip Magdalena Piekarska Małgorzata Stroka    | AZS AWF I Katowice Karolina Mrochem Danuta Dmowska-Andrzejuk Martyna Szymańska Martyna Swatowska | AZS AWF II Warszawa Józefina Kołucka Magdalena Pawłowska Kamila Pytka Sara Pytka           |

### mężczyźni
| Konkurencja:           | Złoto:                                                                           | Srebro:                                                                                 | Brąz:                                                                                    |
| Medaliści indywidualni |                                                                                  |                                                                                         |                                                                                          |
| floret                 | Filip Płocharski (Sietom AZS AWFiS Gdańsk)                                       | Piotr Janda (Sietom AZS AWFiS Gdańsk)                                                   | Andrzej Rządkowski (Wrocławianie) Paweł Szumielewicz (Wrocławianie)                      |
| szabla                 | Adam Skrodzki (AZS AWF Katowice)                                                 | Jakub Ociński (AZS AWF Katowice)                                                        | Marcin Koniusz (MKS FORTIS Sosnowiec) Piotr Koniusz (MKS FORTIS Sosnowiec)               |
| szpada                 | Mateusz Nycz (Piast Gliwice)                                                     | Filip Broniszewski (AZS AWF Wrocław)                                                    | Marcel Baś (KKS Kraków) Tomasz Motyka (AZS AWF Wrocław)                                  |
| Medaliści drużynowi    |                                                                                  |                                                                                         |                                                                                          |
| floret drużynowo       | Wrocławianie I Andrzej Rządkowski Tomasz Gmerek Leszek Rajski Paweł Szumielewicz | Sietom AZS AWF II Gdańsk Radosław Glonek Filip Płocharski Maciej Podralski Michał Siess | AZS AWF I Warszawa Krzysztof Czerwiński Michał Majewski Mateusz Ulanowski Jakub Surwiłło |
| szabla drużynowo       | AZS AWF I Katowice Jakub Ociński Tomasz Pytel Adam Skrodzki Kamil Kowalewski     | KKSz Konin Damian Dzwoniarski Jakub Kacprzak Adrian Stanisławski Artur Staszak          | MKS Fortis Sosnowiec Bartosz Koniusz Piotr Koniusz Marcin Koniusz Paweł Kwiatkowski      |
| szpada drużynowo       | AZS AWF Wrocław Michał Adamek Filip Broniszewski Tomasz Motyka Roland Gromada    | AZS AWF Kraków I Radosław Zawrotniak Jan Sobiecki Piotr Kruczek Konstanty Khadzhynow    | Piast Gliwice I Paweł Krawczyk Sebastian Majgier Damian Michalak Mateusz Nycz            |